# Aglaya

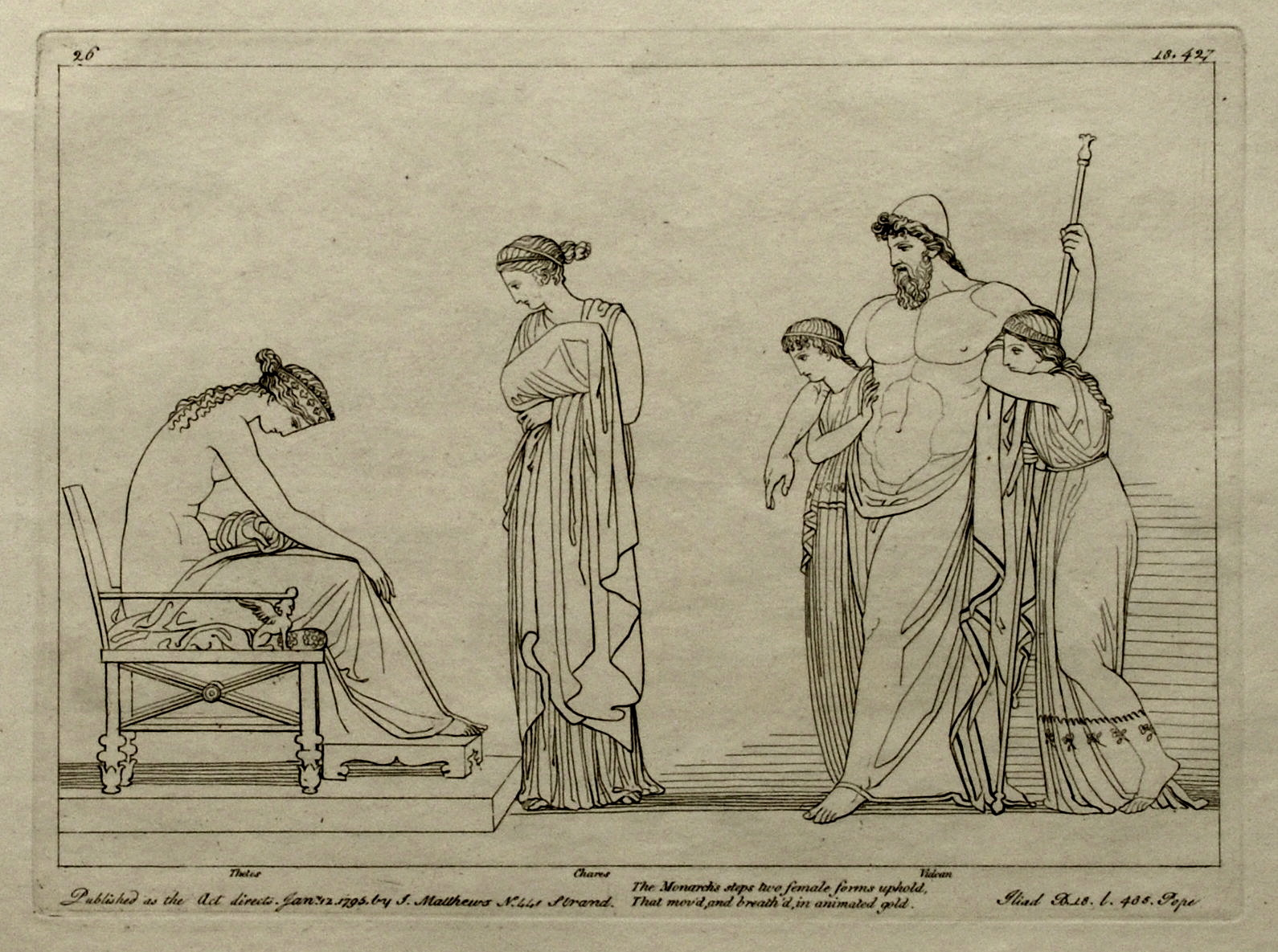
Talla dulce de 1795, obra de Tommaso Piroli (1752 – 1824) a partir de un dibujo de 1793 de John Flaxman, empleada en una edición de la Ilíada: Tetis en el palacio de Aglaya y Hefesto, sostenido éste por dos autómatas de oro.

En la mitología griega, Aglaya o Áglae (en griego: Ἀγλαΐα o Ἀγλαίη, Aglaía o Aglaíē; «la resplandeciente», «la que brilla», «la esplendorosa», «la espléndida»)  era la más joven y bella de las tres Cárites. Es la diosa de la belleza, el esplendor, la gloria y el adorno.[cita requerida]  Aglaya también puede ser identificada como Caris (Χάρις, «Gracia») o Calé (Καλή, «Belleza»), nombres parlantes. 
En la Teogonía Aglaya se la menciona dos veces. Primero se nos dice que Eurínome, hija de Océano, de encantadora belleza, le alumbró a Zeus a las tres Gracias de hermosas mejillas, llamadas Aglaya, Eufrósine y la deliciosa Talia. Junto a sus hermanas prestaba su gracia y belleza a todo lo que deleita y enaltece a dioses y hombres, y de sus párpados irradian una hermosura arrebatadora. Después el poema concluye diciendo que a Aglaya, Hefesto, el muy ilustre patizambo, siendo la más joven de las Gracias, la hizo su floreciente esposa.
Homero, que también cita a las Cárites, dice que una de ellas es esposa de Hefesto, y le da el nombre de Caris, la de espléndido velo. Cuando Tetis se presentó en la morada de Hefesto, fue Caris quien primero la saludó y le ofreció los dones de la hospitalidad, ofreciéndole un asiento. Antímaco, sin hablar del número de las Cárites ni de sus nombres, dice que son hijas de Egle y de Helios.
                 

Según la tradición órfica, que operaba fuera de las tradiciones comunes, Hefesto y Aglaya son mencionados como los padres de una suerte de segunda generación de cárites. Las obras de arte más perfectas se denominan así obras de las Cárites, y los más grandes artistas son sus favoritos:
«(I) Seguramente es por eso también por lo que celebran a Hefesto como creador del cielo. Lo asocian a Aglaya, porque engalana (aglaizo) todo el cielo con el abigarramiento de los astros». (II) «Por tal motivo los teólogos [...] hacen nacer de Hefesto y de Aglaya a Euclea (Εὔκλεια, «gloria»), a Eutenea (Ευσθένεια, «prosperidad»), a Eufema (Εὒφημη, «aclamación») y a Filofrósine (Φιλοφροσύνη, «bienvenida»)».
Sóstrato relata que una vez, Afrodita y las tres Cárites, Pasítea, Calé y Eufrósine, compitieron entre sí por su belleza, y cuando Tiresias le otorgó el premio a Calé, Afrodita lo transformó en una anciana, pero Calé, apiadada, lo recompensó con una hermosa cabellera y lo llevó hasta Creta. El nombre Calé en este pasaje ha llevado a algunos críticos a pensar que Homero también menciona los nombres de dos Cárites, Pasítea (Πασιθέα) y Calé (Καλή), y que kalê debería escribirse en consecuencia con mayúscula inicial: «Al salir, la vio Caris, la del espléndido velo, bella (καλή, kalê)».